# Galga extensiométrica

Galga extensométrica de lámina. La galga es mucho más sensible a las deformaciones en la dirección vertical que en la horizontal. Las marcas alrededor sirven para alinear la galga durante la instalación. El material de color azul es un conductor, por lo que la corriente debe fluir a través de los estrechos canales verticales. Si el indicador se extiende verticalmente, los canales se hacen más largos y más estrechos.

Una galga extensométrica o extensiómetro es un sensor que permite medir la deformación de un objeto. Su principio de funcionamiento se basa en el efecto piezorresistivo, que es la propiedad que tienen ciertos materiales de cambiar el valor nominal de su resistencia eléctrica cuando se les somete a ciertos esfuerzos mecánicos que causan deformación. Esta variación es dependiente de la dirección de las fuerzas ejercidas. Un esfuerzo que deforma la galga producirá una variación en su resistencia eléctrica. Esta variación se produce a causa del cambio de longitud, el cambio originado en la sección o el cambio generado en la resistividad. 
Inventada por los ingenieros Edward E. Simmons y Arthur C. Ruge en 1938, la galga extensiométrica hace una lectura directa de las deformaciones longitudinales en cierto punto del material que se está analizando. La magnitud que lo representa es el épsilon, que es adimensional y expresa el cambio de la longitud sobre la longitud inicial. 
En su forma más común, consiste en un estampado de una lámina metálica fijada a una base flexible y aislante. La galga se adhiere al objeto, cuya deformación se quiere estudiar, mediante un adhesivo, como el cianoacrilato. Según se deforma el objeto, también lo hace la lámina, provocando una variación en su resistencia eléctrica. Habitualmente una galga extensiométrica consiste en un alambre muy fino o un papel metálico, dispuesto en forma de rejilla, que se puede unir por medio de soldadura a un dispositivo que pueda leer la resistencia generada por la galga. Esta forma de rejilla permite aprovechar la máxima cantidad de material de la galga sujeto a la tensión a lo largo de su eje principal. Las galgas extensiométricas también pueden combinarse con muelles o piezas deformables, para detectar de forma indirecta los esfuerzos.
Teóricamente, las galgas deberían ser puntuales, para así poder medir deformaciones en puntos concretos. En la práctica las dimensiones de la galga son apreciables, por lo tanto se supone que el punto de medida es el centro geométrico de la galga. Si se pretenden medir vibraciones, es necesario que la longitud de las ondas de esas vibraciones sean bastante mayores que la longitud de la galga. Las galgas pueden estar adheridas en una placa pequeña o dos elementos que presionan el alambre que transporta la electricidad.
Las galgas tienen ciertas características físicas y otras relativas a su funcionamiento. Entre las físicas se encuentra su tamaño, peso y material con el que se fabrica. Debe ser pequeña y dura, lo que facilita la velocidad con que genera las respuestas. Estas características son muy importantes, puesto que el resultado correcto depende de estos aspectos. Existen también características que dependen de la fabricación de la galga, por ejemplo, la temperatura del funcionamiento y el factor de la galga, que indica la sensibilidad que tiene el sensor. También la resistencia de la galga, el coeficiente de temperatura, la prueba de fatiga y el coeficiente de expansión lineal, son características necesarias para conocer bajo qué circunstancias la galga arrojaría resultados adecuados.
Los materiales que suelen utilizarse para fabricar galgas son alambres muy pequeños de aleaciones metálicas, como constantán (níquel 60%-cobre 40%), nicrom, Chromel (níquel-cromo), aleaciones (hierro-cromo-aluminio), elementos semiconductores como el silicio y el germanio o grabado en laminillas metálicas delgadas. Es por ello que las galgas se clasifican en dos tipos: las metálicas y las semiconductoras.

## Historia

### Primeros estudios: Lord Kelvin, Kearns, Ruge y Simmons
Las primeros estudios realizados sobre galgas se registran en el año de 1856, cuando Lord Kelvin descubrió la relación existente entre la deformación y la resistencia de hilos conductores y semiconductores y notó cómo cambiaba su resistencia eléctrica. A principio de la década de 1930, Charles Kearns usó galgas extensiométricas para medir deformaciones vibratorias en hélices de cuchillas de alto rendimiento; sin embargo, estas galgas no eran muy precisas, pues tenían problemas en la estabilidad de la resistencia (R), la cual se veía afectada por factores como la temperatura, y se generaban errores en las medidas de las deformaciones. Más tarde, en 1938, Arthur C. Ruge y Edward E. Simmons descubrieron, cada uno por su lado, que los conductores eléctricos de diámetro pequeño hechos de aleaciones podían adherirse a superficies para calcular deformaciones, y fue así como se crearon las galgas laminares. Este tipo de elemento ha tenido grandes avances y constituye lo que hoy se conoce como galgas extensiométricas.[cita requerida]

### Derechos de patente: Caltech contra Simmons. Saunders-Roe
Caltech demandó la patente de la galga, pero Simmons llevó su caso el Tribunal Supremo de California y ganó los derechos de patente en 1949. En 1952 la compañía Saunders-Roe del Reino Unido buscó mejorar el rendimiento de las galgas sometiéndolas a diferentes ambientes y probando diferentes tipos de materiales para su fabricación. Patentaron las delgadas galgas que se utilizan actualmente en la medición de deformaciones, en diferentes áreas industriales y científicas. De esta manera se pudo mejorar el modelo físico de la galga, reduciendo notablemente el tamaño y los costos.[cita requerida]

### Samuel Hunter Christie
En 1832, Samuel Hunter Christie inventó el instrumento eléctrico de medida de resistencias (conocido como puente de Wheatstone, debido a que fue mejorado y popularizado, en 1843, por el científico británico Charles Wheatstone). El modelo eléctrico está compuesto de cuatro resistencias en un circuito cerrado, en donde una de ellas es la que se quiere evaluar. Esto se utiliza con el fin de medir la resistencia mediante el equilibrio de los brazos del puente.[cita requerida]

### Charles Wheatstone
Sir Charles Wheatstone fue un científico e inventor británico que durante la época victoriana realizó una gran contribución con sus inventos, de los cuales el más significativo es el puente de Wheatstone, pero además trabajó en otros inventos como el estereoscopio, la técnica Playfair de codificación y el caleidófono.[cita requerida]

## Fenómeno físico
Las galgas extensiométricas aprovechan la propiedad física de la resistencia eléctrica y su dependencia no sólo de la resistividad del conductor, que es una propiedad del propio material, sino también de la geometría del conductor. Cuando un conductor eléctrico es deformado dentro de su límite de elasticidad, de tal forma que no se produzca rotura o deformación permanente en el mismo, éste se volverá más estrecho y alargado. Este hecho incrementa su resistencia eléctrica. Análogamente, cuando el conductor es comprimido se acorta y ensancha, reduciendo así su resistencia al paso de corriente eléctrica. De esta manera, midiendo la resistencia eléctrica de la galga, puede deducirse la magnitud del esfuerzo aplicado sobre el objeto.

## Tipos de galgas

### Galgas metálicas
Las galgas metálicas se constituyen por una base muy delgada y fina, a la cual se le adhiere un hilo muy fino metálico que puede ser bobinado o plegable. Las dos terminales en las que acaba el hilo se unen a los transductores. Estas galgas tienen como ventaja un bajo coeficiente de temperatura, ya que se compensa la disminución de la movilidad de los electrones al aumentar la temperatura con el aumento de su concentración. En las galgas metálicas la corriente máxima es de unos 25 mA si el soporte es buen conductor de calor, y 5 mA en el caso contrario; de todas formas en las galgas metálicas hay una gran limitación en la corriente. Las principales características de las galgas metálicas en condiciones habituales establecen que su tamaño tiene una variación entre 0.4 mm y 150 mm, y una resistencia variable entre 120 Ω y 5000 Ω. Su tolerancia a la resistencia esta en el rango de 0.1% y 0.2%.
La resistencia eléctrica de la galga metálica está dado por la relación entre la resistividad y la longitud respecto al área transversal. 
Pueden ser:
- Hilo metálico: Están adheridas a una base con medidas constantes. Presentan errores cuando existen estados tensionales y son las más sencillas. Están compuestas por una película de protección, un soporte, un hilo de medida y las terminales de conexión.

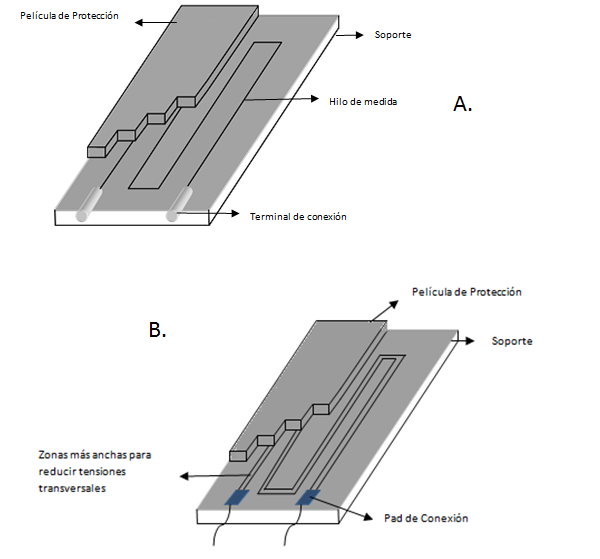
Diferencias entre la A. Galga de hilo métalico. y la B. Galga de película métalica, las principales diferencias son las terminales y los hilos de medida ya que en la galga de película métalica estos conductos son más anchos para reducir las tensiones transversales.

- Película metálica: Esta clase de galgas tiene una característica de fabricación similar a los circuitos impresos que tienen bases flexibles. Se desarrollan por el medio de creación de placas utilizando fotografías, llamado el método de fotograbado. Se conforman por una película de protección, un soporte, un pad de conexión y de zonas anchas para reducir el efecto de tensiones transversales.

- Metal depositado: Son aplicadas directamente sobre la superficie mediante dos métodos: la evaporización o el bombardeo químico.

Las principales aleaciones que usan las galgas metálicas son:
- Cobre y hierro
- Platino y silicio
- Constantán: es una aleación de cobre y níquel que cuenta con autocompensación de temperatura que permite obtener un intervalo considerablemente amplio de coeficientes de expansión de diversos materiales. Esta aleación es utilizada para grandes elongaciones y de las diversas que existen y se utilizan en la actualidad, ésta, a pesar de ser la más antigua, se continua usando debido a que el constantán contiene la unión de varios aspectos de los parámetros que se deben tener en cuenta a la hora de elegir el material de una galga, lo cual hace que esta aleación se pueda utilizar en la mayoría de las aplicaciones y experimentos donde intervienen las galgas como instrumento para la recopilación de información. Entre los factores positivos que tiene a favor, vemos que el constantán posee una alta sensibilidad al esfuerzo, también llamado factor de la galga. Otro aspecto importante a favor de esta aleación es que es bastante insensible a la temperatura y además su resistividad, al ser alta, permite obtener medidas y estimaciones que en realidad corresponden a la resistencia del material. Otra propiedad a su favor y que es fundamental, es que el constantán tiene una vida útil considerablemente buena, lo que hace atractivo el uso de esta aleación. Hay que aclarar que a pesar de tener propiedades tan convenientes,  beneficiosas y ventajosas, esta aleación a temperaturas mayores a 65 °C presenta desvíos.
- Constantán templado: esta aleación posee una gran ductibilidad que permite que galgas con una longitud de 3mm o mayor puedan ser tensadas más del 20%. El constatán templado al ser sometido a esfuerzos muy grandes, presenta deformaciones permanentes en la galga lo que de igual modo produce variaciones permanentes en la resistencia eléctrica. Debido a estas deformaciones permanentes es por lo que no se recomienda esta aleación para aplicación en esfuerzos cíclicos.
- Aleación isoelástica de cromo y níquel: Se debe usar para medidas dinámicas y de fatiga. Tiene determinadas ventajas, como una buena vida útil incluso ante esfuerzos cíclicos que generen fatiga, lo cual la diferencia de otras aleaciones que no poseen esta propiedad. También tiene un factor de galga con un valor cercano a 3.2 que mejora la relación señal-ruido en pruebas de tipo dinámico. Las galgas de aleaciones isoelásticas no son utilizadas generalmente para mediciones con esfuerzos estáticos, debido a que este tipo de aleación no se encuentra sujeto a autocompensación térmica, por lo que se presentan grandes perdidas térmicas o de temperatura.
- Aleación de platino: Medidas a altas temperaturas.
- Aleaciones de níquel-cromo
- Nitróxido de Titán
- Aleación Karma, karma modificada o Nicrom: Es una aleación importante debido a su gran campo de aplicación. Entre sus propiedades tiene vida útil prolongada y muy buena estabilidad. Es muy utilizada para pruebas en que se presentan estimaciones de esfuerzos estáticos que actúan por largo tiempo (meses e incluso años) a temperatura ambiente. En particular son útiles a la hora de tomar medidas que requieran temperaturas que van desde los -269 °C hasta los 260 °C en periodos largos de tiempo, mientras que soporta temperaturas de hasta 400 °C en intervalos cortos de tiempo. Al estar en un medio con atmósfera inerte, se potencializa la estabilidad de la galga al igual que se prolonga el tiempo de vida útil ante temperaturas grandes. Esta aleación es autocompensada por temperatura al igual que el constantán, lo cual sirve en materiales con diversos coeficientes de expansión. Se recomienda el uso de aleaciones karma cuando se necesiten galgas en medidas con temperaturas muy bajas e incluso no controlables que se adecúen, acomoden o ajusten al medio y que su desempeño no pueda ser sustituido por el de una galga constantán.
- Cobre de doble capa

Algunos de los materiales usados en el soporte de las galgas metálicas pueden ser:
- Poliamida y polímeros: Es un material fuerte y sólido, lo cual hace que las galgas soportadas sobre polímeros tengan una probabilidad menor de dañarse en el momento de su instalación. A su vez este material es muy flexible, permitiendo su doblado para introducirlo en espacios con radios de tamaño reducido. Los polímeros, al ser perdurables, permiten su uso en temperaturas que se encuentran entre los -195 °C y 175 °C.Adicionalmente este material resiste considerables elongaciones, al igual que puede ser utilizado para estimar y calcular elongaciones plásticas de hasta un 20%. Debido al buen desempeño y comportamiento que muestran las propiedades recién mencionadas, las galgas soportadas sobre este material son perfectas para utilizar en pruebas con esfuerzos estáticos al igual que con dinámicos.
- Epoxy: Debe ser usado para medidas precisas.

Las galgas hechas con materiales de respaldo epoxi-fenólicos reforzados con fibra de vidrio son una buena elección para obtener un excelente resultado y un buen desempeño cuando se trabaja en un rango amplio de temperaturas.
Estos materiales pueden usarse tanto para medidas estáticas como para medidas dinámicas desde -269 hasta +290 °C. 
Las distintas series de galgas con material de respaldo a base de epoxifenólico se pueden encontrar con distintas siglas o abreviaturas: WA , WK , SA , SK , WD y SD.
- Fibra de vidrio reforzada con epoxy:: Las galgas que usan este material como soporte, muestran un magnífico desempeño en un extenso intervalo de temperaturas, como se puede apreciar en eventos o experimentos de reducida duración en los cuales la temperatura puede amplificarse hasta -750 °C. Por otro lado, la fibra de vidrio reforzada con epoxy tiene una elongación restringida de entre 1% y máximo 2%. Este tipo de material es adecuado para medidas cíclicas y de fatiga.[3]

### Galgas por resistencia
Este tipo de galga es un conductor eléctrico que al ser deformado aumenta su resistencia, puesto que los conductores se vuelven más largos y finos. Mediante el puente de Wheatstone, podemos convertir esta resistencia, en voltaje absoluto. y mientras la deformación cumpla la ley de Hooke, la deformación y el voltaje absoluto estarán linealmente relacionados por medio de un factor llamado factor de galga.
Este tipo de galga generalmente se usa en condiciones de laboratorio.

### Galgas por capacitancia
Estas están asociados a características geométricas y son usadas para medir esfuerzos y deformación. Las propiedades eléctricas de los materiales usados para deformación tiene propiedades eléctricas despreciables, por lo cual los materiales de las galgas de capacitancia pueden ser calibrados según los requerimientos mecánicos. Esto les permite tener mejores calibraciones respecto de las de tipo eléctrico. 

### Galgas fotoeléctricas
Mediante el uso de un extensómetro podemos amplificar el movimiento del espécimen, mientras un rayo de luz es pasado a través de una abertura variable, actuando con el extensómetro y directamente con una célula fotoeléctrica. A medida que la galga cambia su abertura también lo hace la cantidad de luz que alcanza a la célula, lo que conlleva que la intensidad de la energía generada por la celda presente una variación, la cual podemos medir, y de ésta obtener la deformación.

### Galgas semiconductoras
En las galgas semiconductoras hay un elemento semiconductor en vez del hilo metálico. La gran diferencia respecto a las demás galgas es su tamaño, ya que es más reducido. La potencia máxima disipable en galgas semiconductoras es de unos 250 mW. Las galgas semiconductoras son capaces de soportar una alta resistencia, su fatiga de vida es más larga y tiene menor histéresis, que es la capacidad de que el material conserve sus propiedades bajo diferentes estímulos.
Existen ciertos aspectos característicos: en condiciones normales, su tamaño varía entre los 1 mm y 5 mm, su resistencia es de entre 1000 Ω y 5000 Ω, aproximadamente, y su tolerancia a la resistencia está entre 1% y 2%.
Los elementos más abundantes para fabricar estas galgas son:
- Silicio: El uso del silicio para las galgas tiene muchas ventajas, entre ellas el factor de galga, ya que supera en aproximadamente 60 veces los de otros materiales, permitiendo así su uso en condiciones ambientales drásticas. A pesar de que tiene ciertas desventajas, como la sensibilidad a la luz y no ser resistente a algunos fluidos corrosivos, esto se puede solucionar mediante un material que evite los efectos corrosivos de los fluidos, e intentar buscar lugares con condiciones de iluminación normales para poder despreciar la magnitud de los efectos ópticos. La mayoría de los resultados de estas características depende de la forma en que es construida la galga semiconductora de silicio.
- Germanio: El germanio es un elemento semiconductor. La gran diferencia con el silicio es que posee una banda prohibida que permite su uso en amplificadores de baja intensidad, pero su desventaja es el alto costo y la dificultad de conseguirlo. Al igual que el silicio, posee la capacidad de agrupar sus átomos en forma de retículo cristalino, lo que los hace elementos semiconductores por excelencia y los más usados en la construcción de galgas extensiométricas.
- Vidrio fenólico encapsuladas y no encapsuladas: Este elemento es termoestable, lo que permite que los resultados de la galga no se vean tan afectados por cambios en la temperatura.

## Otros tipos de galgas disponibles en el mercado
- Galga extensiométrica de fibra óptica: Son unos sensores de fibra óptica diseñados especialmente para trabajar integrados en el concreto. Sirven para realizar investigaciones acerca de los diferentes tipos de materiales y compuestos utilizados en obras de infraestructura civil, y ayudan a determinar datos de tensiones de control en elementos estructurales, ya sea de edificaciones, puentes, revestimientos de túneles o como apoyo durante y después de la construcción.S[4] http://www.directindustry.es/prod/fiso-technologies/galgas-extensiometricas-de-fibra-optica-16668-211307.html
- Galga extensiométrica de flexión de capas delgadas: Por ser un dispositivo que no requiere componentes mecánicos, puede resultar bastante eficiente y preciso, en cuanto a la eliminación de ruidos asociados a la fricción mecánica; también posee gran durabilidad al no presentarse degradación por contacto mecánico. Todas estas características hacen que pueda ser un elemento más eficaz en comparación a otros dispositivos utilizados para el mismo fin.[5]
- Galga extensiométrica a la medida. Es un dispositivo diseñado para tomar medidas tanto de esfuerzos a tensión, como medidas de temperatura.

Las galgas extensiométricas a la medida son fáciles de instalar y proporcionan medidas de temperatura con bastante precisión en el punto donde son instalados dichos sensores; También se pueden utilizar en procesos industriales y militares que implican mediciones de tubería de expansión. Estos sensores están adaptados para medir la tensión circunferencial alrededor del diámetro de una superficie a la que está montado.

## Características

### Longitud
Corresponde a la región activa o longitud de grilla sensible al esfuerzo de una galga. Los codos y las almohadillas de soldadura no son considerables sensibles a los esfuerzos, debido a que poseen una gran sección transversal y a que tienen una baja resistencia eléctrica. Hay galgas con longitudes que van desde los 0.2 mm. hasta los 100 mm.

### Concentración del esfuerzo
Uno de los factores más importantes para determinar un óptimo rendimiento de una galga extensiométrica es su longitud. Por ejemplo, cuando se desea determinar las medidas de esfuerzo sobre alguna pieza o estructura crítica de una máquina, estas medidas se deben realizar en las partes donde se concentran los mayores esfuerzos, que generalmente son aquellas que poseen un mayor grado de fatiga. Las galgas extensiométricas tienden a integrar o a promediar el área cubierta por la grilla, ya que este promedio, el de la distribución de un esfuerzo no uniforme, es siempre menor que el máximo.
Una galga extensiométrica que es más larga que la región de esfuerzo indicará una magnitud de esfuerzo muy bajo. 
Para tener en cuenta, como regla general y en la medida de lo posible, la longitud de una galga no debe ser mayor a la dimensión de la causa del esfuerzo, para que dicha medición sea aceptable. Cuando la causa del esfuerzo es pequeña (del orden de los 13 mm.), según la regla general, se deberían utilizar galgas muy pequeñas, y puesto que el uso de éstas trae consigo otra serie de problemas, se tendría que llegar a una relación de compromiso.

### Galgas cortas
Las galgas extensiométricas cuya longitud se encuentra alrededor de los 3 mm. tienden a experimentar un rendimiento un tanto degradado, especialmente lo que tiene que ver con respecto a su máxima elongación, a su estabilidad bajo condiciones de esfuerzo estático y en cuanto a su durabilidad cuando están sometidas a esfuerzos cíclicos alternativos. Cuando cualquiera de estas condiciones hace que se vea disminuida la precisión de la medición en mayor medida que el promedio del esfuerzo, es necesario utilizar una galga de mayor longitud. 

### Galgas largas
Cuando es necesario utilizar este tipo de galgas, vale la pena mencionar algunas ventajas que se pueden obtener con su uso:
- Su manipulación es mucho más fácil y hace que su instalación y cableado sea mucho más rápido que el de las galgas pequeñas.
- Las galgas largas tienen un mayor factor de disipación de calor, porque debido a su resistencia nominal tienen menor potencia por unidad de área de grilla.

Todas estas consideraciones pueden ser muy importantes al realizar trabajos con materiales plásticos o algún otro tipo de material que posea una disipación de calor baja.

### Promediación del esfuerzo
Unas de las aplicaciones de las galgas extensiométricas largas es la capacidad de poder determinar los esfuerzos en materiales no homogéneos. 
Tomando como ejemplo el concreto, en el que podemos encontrar una mezcla de agregados, generalmente piedra, y cemento; cuando medimos los esfuerzos sobre un material de este tipo es aconsejable utilizar una galga lo suficientemente larga como para abarcar varias piezas de agregado, con el fin de tomar una muestra representativa de los esfuerzos que se estén generando sobre la estructura. Lo que se busca en este tipo de mediciones son los promedios y no los puntos máximos de esfuerzo generados en la interfaz agregado-cemento. Cuando se desee medir los esfuerzos en este tipo de estructuras no homogéneas, la longitud de la galga debe ser mayor que la longitud de las partículas del material no homogéneo.

## Tratamiento de la señal
Para tratar la variación de voltaje, se utiliza un puente de Wheatstone, que está formado por cuatro resistencias unidas en un círculo cerrado, y una de ellas es la resistencia bajo medida. El puente de Wheatstone puede operar en corriente continua y alterna, permitiendo las medidas de diferentes resistencias. La sensibilidad de este elemento depende de cómo está compuesto. De esta manera, es posible medir resistencias desconocidas mediante el equilibrio de los brazos del puente.
Sin embargo, este método puede tener ciertos errores en su medición, debido a aspectos como los siguientes:
- sensibilidad insuficiente;
- los cambios en la temperatura afectan las resistencias y pueden generar cambios bruscos en los valores de las resistencias.

La forma más común para obtener una señal eléctrica como resultado de una medida utilizando el puente de Wheatstone es mediante el método de deflexión. Este método, en vez de valorar el equilibrio del puente, lo que hace es medir la diferencia de tensión entre ambas ramas o la corriente a través de un detector colocado en el brazo central.
Para poder utilizar el puente de Wheatstone con las galgas hay que tener ciertos aspectos en cuenta, como por ejemplo, el cableado del puente. Muchas veces, la galga y el puente no se encuentran situados en un mismo lugar: por lo tanto las resistencias y los cambios de temperatura de los cables pueden afectar los resultados arrojados. Para evitar esto es necesario equilibrar y calibrar el puente. Este procedimiento consiste en que no puede haber tensión a la salida del puente y debe hacerse la calibración adecuadamente, comprobando que el puente de Wheatstone está arrojando correctamente los resultados.

## Uso

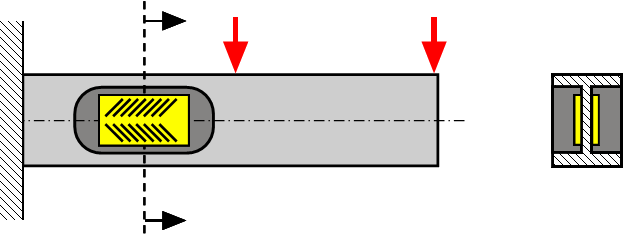
Esquema de medición de esfuerzo cortante en una viga.

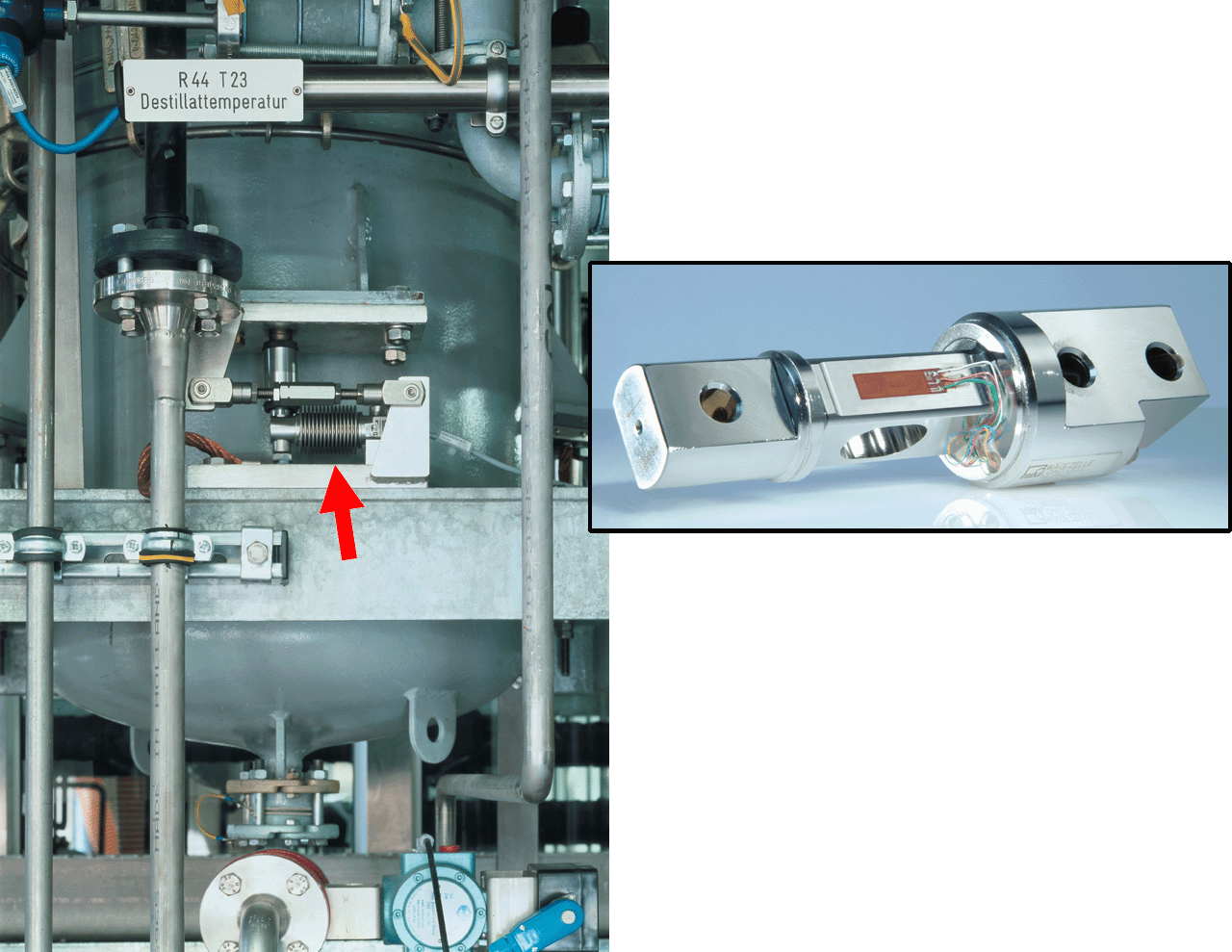
Aplicación en la industria.

Las galgas se utilizan para la medición electrónica de diferentes magnitudes mecánicas tales como la presión, la carga, la deformación, el torque, entre otras. Estas mediciones pueden catalogarse en mixtas, dinámicas y estáticas. Las mixtas se usan para elementos sometidos a cargas que están variando, las dinámicas a elementos que vibran o son impactados y las estáticas, como su mismo nombre indica, son elementos sometidos a cargas que no están en movimiento.
Antiguamente se usaban las galgas metálicas y su estructura era de metal. En la actualidad es más común usar las galgas semiconductoras, porque tienen la capacidad de soportar mayor resistencia, sobre todo porque este tipo de galga posee una mejor sensibilidad al compararlas con las metálicas, aunque estas últimas tienen menor sensibilidad térmica. 
Este sistema de medición es muy usado en construcción para ver los asentamientos que tiene el hormigón al siguiente mes de ser construido. También se utiliza para hacer un seguimiento a la deformación que pueda sufrir un puente y así evitar que llegue al colapso sin notar el problema.

## Limitaciones
- El esfuerzo aplicado no debe llevar a la galga fuera del margen elástico o también llamado esfuerzo de fluencia.
- La deformación de la galga.
- El incremento en la galga debe ser en la misma dirección al del soporte para evitar tensiones opuestas en lo que alineación de la galga se refiere, ya que mide en una sola dirección.
- La galga solo proporciona los datos para las direcciones hacia las cuales se diseñó la galga. Si se quiere medir en direcciones perpendiculares, se puede poner otra galga igual a 90° de la inicial y, por lo tanto, una sola galga puede medir únicamente una dirección.

## Ventajas
- Pequeño tamaño.
- Pueden alimentarse con corriente continua o con corriente alterna.
- Tienen una excelente respuesta en frecuencia.
- Son simples y adecuada en medidas estáticas y dinámicas.[7]
- Compensación de temperatura relativamente fácil, al instalar dos galgas idénticas en brazos adyacentes elimina los efectos de temperatura en la galga medidora, ya que al tener dos galgas, si se mide la diferencia de resistencia entre ambas, se descuenta con ello el efecto de la temperatura.
- No se ven influidas por los campos magnéticos.

## Desventajas
- La señal de salida es débil.
- Pequeño movimiento de la galga.
- Se ven afectadas por muchos factores de variación, en condiciones ambientales.
- La galga es ultrasensible a las vibraciones.
- Con el tiempo, la galga puede perder adhesión al espécimen de prueba.
- Para umbrales pequeños, la técnica de construcción es cara.
- Los cambios en la temperatura pueden afectar la resistencia.
- Son afectadas por la presencia de ruido térmico que establece un mínimo para la variación de resistencia detectable.
- Son poco estables.

## Aplicaciones de la galga extensiométrica
Existen dos tipos de aplicaciones que pueden tener las galgas. Una de ellas consiste en que, a causa de la variable que se pretende encontrar, la variable de deformación es intermedia. Y la otra es que, cuando en una superficie se desea conocer el estado tensional, supone la medida directa de la deformación. De esta manera, las galgas se usan en muchos campos de aplicación, según las necesidades.
Existen diferentes criterios por los cuales se pueden analizar las aplicaciones de las galgas. Estos pueden ser: el tipo de trabajo, el margen de medida o los comportamientos dinámicos. El tipo de trabajo se debe a acciones como la tracción y la compresión, que se usan para medidas de peso, de línea o las de uso general, y acciones como la fatiga y el impacto, usadas para ensayos dinámicos. El margen de medida se divide en microcélulas de carga para alta precisión y el margen amplio para el uso general. Finalmente, el comportamiento dinámico se atribuye a la fatiga y a las altas velocidades, usadas para sistemas sometidos a fatiga y la vibración y ensayos dinámicos, respectivamente. 
Las galgas extensiométricas son sensores piezorresistivos, generalmente fabricados con materiales metálicos o semiconductores (silicio o germanio), cuyo objetivo es la micromedida de deformaciones en cualquier dirección y con cualquier sentido de un punto específico de la estructura, por medio del tratamiento de datos obtenido tras la variación de la resistencia eléctrica de la lámina (que se produce al someterse a un esfuerzo mecánico). Mediante el dato arrojado con esta tecnología (la deformación) y con el modelo matemático de la relación esfuerzo deformación de la ley de Hooke (la deformación de un material elástico es directamente proporcional a la fuerza aplicada), se pueden deducir los esfuerzos en diferentes puntos externos e internos de la estructura, y también es posible obtener el módulo de Young y el coeficiente de Poisson. En el proceso, donde se someten las galgas a deformaciones, hay que tener precaución de no superar el límite de deformación elástico del elemento, a fin de que los resultados sean verídicos.
Las galgas extensiométricas son útiles para todas aquellas situaciones en la que es preciso hallar esfuerzos y deformaciones en estructuras que cumplan la ley de Hooke, tales como aviones, vagones de tren, puentes, grúas, hormigón armado, automóviles y edificios, entre otros. Con frecuencia, es importante estudiar una gran cantidad de puntos, por lo cual la galga se vuelve la mejor opción al ser muy sencilla de implantar. Habitualmente, las galgas se usan con propósitos de investigación y desarrollo.
Las galgas extensiométricas en el campo de la ingeniería civil se pueden utilizar en la investigación y depuración de métodos para aproximar los datos obtenidos en el laboratorio con la predicción de deformaciones y esfuerzos de modelos matemáticos, además del control de deformaciones en grietas de elementos estructurales (vigas, pavimentos, pantallas, muros, etcétera). Un ejemplo: en la instalación de galgas a lo largo de un puente, donde se controla la posición de los puntos sin carga y con cargas, para poder confrontar el comportamiento real de la estructura comparado con lo diseñado. También en los pavimentos se puede controlar, por medio de galgas extensiométricas, las deformaciones en la estructura generadas por el tránsito de los vehículos. Otro ejemplo es el control de asentamientos generales y diferenciales en la cimentación de las estructuras, terraplenes, taludes y en las masas de suelo expuestas a consolidación, entre otros.
En la medicina, las galgas tienen un gran campo de aplicación: los sensores dentales, dispositivos de oftalmología, transfusión de sangre, bombas de infusión, aparatos ortopédicos, pinzas de mano, sensores en tendones y ligamentos, transductores de túnel carpiano, simuladores de articulación, verificación de dispositivos de torque y el pesaje de substancia. Y por medio de todos estos sensores se pueden medir parámetros biológicos como la presión y la temperatura corporal, además del flujo en diferentes órganos y partes del cuerpo.
Las galgas extensiométricas también se utilizan en la agronomía. Por ejemplo, son dispositivos adecuados para determinar los esfuerzos a los que se están sometiendo los utensilios de labranza, y también para determinar si hay exceso o le falta agua a los árboles, y para monitorear la variación en el diámetro de los troncos. Sirven para verificar el uso adecuado y el control de riego del agua, con el fin de no sobreexplotar el agua usada en la agricultura.
En la ingeniería biomédica, las galgas son utilizadas para generar dispositivos que puedan analizar la miografía, procedimiento médico que analiza los comportamientos de los músculos. Para conocer la fuerza de las contracciones del corazón, se pueden usar las galgas extensiométricas, o bien para detectar complicaciones causadas por la presión sanguínea en el diafragma duro. Sirve también para probar fármacos y tratamientos en animales y para analizar las reacciones cardíacas que se producen en ellos, y determinar si es posible su uso en los seres humanos. Las básculas de precisión y las electrónicas están compuestas por galgas en su interior: al aumentar o disminuir el peso, el sensor varía su resistencia. Estas tienen demasiada precisión, pues al poner demasiado peso, la galga supera el límite de resistencia, y la báscula genera resultados incorrectos. 
Las fibras ópticas se pueden utilizar como sensores para medir entre otras variables, la tensión, ya que las galgas se emplean para verificar el funcionamiento de los sensores de fibra óptica. Esto se logra mediante la medición de ensayos tanto por fibras ópticas como por galgas y llevando a cabo luego una comparación.
La magnetostricción es la propiedad de los materiales magnéticos que hace que cambien de forma al encontrarse en presencia de un campo magnético. Algunos de los procesos para la medición de magnetostricción incluye el uso de galgas, adhiriendo una sobre la superficie de un disco y sometiéndolo a diferentes fuerzas magnéticas. Como la magnetostricción es una deformación la podemos medir por medio de la galga, alcanzando una precisión de hasta 10^-6. Otro de los aspectos a destacar es la posibilidad de utilizar galgas extensiométricas para esta aplicación en un amplio rango de temperaturas, desde la temperatura de licuación del helio (4,2°) hasta temperaturas cercanas a 500.

## Selección de la galga extensiométrica
Según el tipo de trabajo o tarea específica que se vaya a realizar, hay que seleccionar primero el tipo de galga para obtener resultados apropiados, lo que aparentemente puede resultar bastante simple, aunque no se debe olvidar que de una selección racional, analizando las características y los parámetros específicos de las galgas extensiométricas, dependen ciertos elementos, como pueden ser:
- La optimización del rendimiento de la galga extensiométrica en condiciones específicas, respecto a la operación y el medio ambiente en el que se realiza dicho ensayo.
- La obtención de resultados confiables y precisos de los esfuerzos.
- La facilidad de instalación de la galga.
- Minimizar al máximo los costos de instalación de las galgas extensiométricas.

También deben considerarse muchos otros factores: la duración, el rango de esfuerzos y las temperaturas de operación, para elegir la mejor combinación de galga extensiométrica-adhesivo correspondiente.

## Compromiso de selección de la galga extensiométrica
Debe tenerse en cuenta que el proceso de selección de la galga extensiométrica suele traer consigo una serie de compromisos. Esto se debe a que, dependiendo de la elección de los parámetros que tienden a satisfacer algún requerimiento, puede obrar en cierta medida en contra de otros.
Por ejemplo, cuando se va a trabajar en espacios sumamente reducidos, donde la instalación y utilización de la galga es un poco más complicada y el gradiente de esfuerzos es sumamente elevado, la utilización de galgas más cortas puede ser la opción ideal para este tipo de trabajo; sin embargo, se debe tener en cuenta que las galgas más pequeñas (de 3 mm.) generalmente tienen una elongación máxima pequeña, y que la vida útil de la galga se ve notablemente reducida cuando se somete a condiciones de fatiga. Por estas razones, es necesario llegar a un compromiso que ayude a satisfacer cualquier conjunto de circunstancias que se llegasen a presentar, y juzgar este compromiso en la validez y la precisión de los datos obtenidos.

## Preparación
La preparación de la superficie no necesariamente sigue el mismo proceso, debido a que para cada objetivo y material, se toman diferentes consideraciones.
El proceso de preparación de la superficie es tan importante como el proceso de instalación de la galga, puesto que si la superficie de instalación no está en perfectas condiciones esto afectará en la medición de la galga, al no poder lograrse una perfecta adherencia de la misma sobre la superficie, o tener una superficie con alcalinidad no adecuada. Este procedimiento se realiza a través de un lijado de la superficie, una limpieza química de la misma por medio de acetona, el marcado de la dirección o direcciones de ubicación de la galga, y el neutralizado químico.
El marcado de la dirección de las galgas extensiométricas requiere de un estudio donde se determine el punto a evaluar, los planos de coordenadas principales y el tipo de esfuerzo mecánico (tracción o compresión) al que se va a someter la estructura.

## Instalación
Debido a las necesidades del operador se pueden manejar diferentes diseños y técnicas. Habitualmente, la idea es fijar la galga sobre el espécimen de prueba en la dirección o direcciones que se quiera conocer deformaciones al aplicar un esfuerzo.
La galga y las almohadillas de conexión son elementos extremadamente delicados, por lo cual se debe manipular de forma apropiada, por medio de pinzas.
Para la elección de una galga, es importante analizar varios parámetros de acuerdo a las necesidades como la longitud, asociada al gradiente de tensión, picos de tensión y espacio para su instalación; el patrón de grilla, la resistencia y el número STC (autocompesación de temperatura, que es la producción de salida térmica). Estos parámetros considerados para la elección de la galga se ven influidos y deben ser evaluados según los requerimientos y las necesidades de la operación, donde se consideran aspectos como la precisión, durabilidad, estabilidad, temperatura, facilidad de instalación, elongación, resistencia cíclica y resistencia ambiental de la galga.
La instalación de la galga consiste en lograr una perfecta adherencia y posición de la galga sobre la superficie de prueba para lograr una medición lo más precisa posible. El proceso de instalación consiste en una perfecta ubicación de las almohadillas sobre la galga, su adecuada alineada, colocación y pegado sobre la superficie de prueba, y el soldado de los terminales de la galga a un medidor de resistencia o a una computadora, para la obtención de datos.
Las galgas extensiométricas son muy sensibles a diferentes factores del ambiente, debido a su delicadeza y al efecto de los cambios térmicos sobre la precisión de estas, por esto es importante que la galga y su conexión eléctrica sean protegidas mediante siliconas, resinas epoxis o incluso cinta adhesiva.

## Configuración de la galga

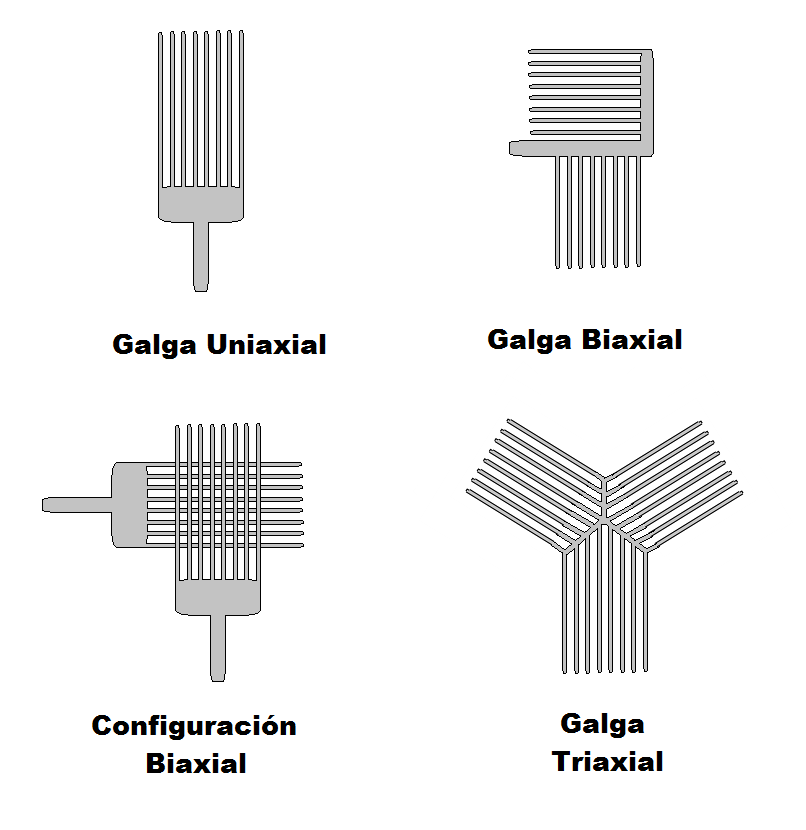
Configuración de las galgas extensiométricas

Las galgas extensiométricas dependen del propósito final del estudio. Se pueden usar configuraciones que implican una o más galgas que estén en diferentes direcciones. Esta configuración depende de si los esfuerzos que han de medirse están en direcciones uniaxiales, biaxiales o si están en diferentes direcciones.
En el caso de esfuerzos para una sola dirección, se usan con frecuencia sensores largos y angostos, que permiten maximizar la deformación sobre la galga del material en la dirección de interés.
Cuando se trabaja en varias direcciones, podemos lograr mediciones simultáneas utilizando varias galgas configuradas en las direcciones de interés. Sin embargo, es posible hacer esta tarea más sencilla y precisa por medio del uso de galgas de múltiples elementos.
Una configuración bastante conveniente de galgas puede ser la roseta de deformación, en la cual se ubican tres galgas a 45°, cada una con el fin de medir deformaciones en todas las direcciones.

## Componentes del sistema de adquisición electrónica

la galga cumple un papel crucial al crear la resistencia para su medición; sin embargo, se necesita todo el sistema de adquisición para conseguir los datos y trabajar con ellos.

La galga extensiométrica es la parte del sistema de medición que trasforma la deformación inducida por el modelo en una variación de resistencia; a esto se le conoce como efecto piezorresistivo. Este efecto consiste en que un filamento de material semiconductor que se ve sometido a una deformación modificará su resistencia proporcionalmente a la deformación inducida, si la galga esta soldada químicamente, a un modelo de estudio, y si este modelo se deforma por efecto de una fuerza externa, la galga también se deformará. Haciendo una lectura de la variación de resistencia, se puede llegar a conocer la deformación que el modelo indujo a la galga, y por tanto, la deformación unitaria que el modelo experimentó por efecto de la fuerza. 

### Sensor
El sensor es el dispositivo que al interactuar con magnitudes físicas o químicas, llamadas variables de instrumentación, sufre cambios en sus propiedades. En el caso de las galgas extensométricas, la magnitud física de interacción es la deformación, y la propiedad alterada es el factor de resistencia eléctrica. Habitualmente, se conectan dos sensores a compresión y dos a tracción. Esta conexión se realiza a la misma temperatura, para evitar que se generen cambios en la información debidos a la temperatura. En este caso, esta variable eléctrica es proporcional a la variable de instrumentación.
Esto corresponde a las galgas como tal. El componente del sistema que recibe directamente una deformación por efecto de un alargamiento sufre una variación de su capacidad de conducir la electricidad. Es decir, la deformación del modelo genera en el sensor una variación lineal de su resistencia, hasta que éste llegue a su estado de fluencia.

#### Tipos
Hay diferentes tipos de sensores para las galgas, pero el más común de estos es el sensor piezoeléctrico, el cual se basa en el hecho de que un material piezoeléctrico como el cuarzo o el titanato de bario, al recibir una deformación generada por un esfuerzo, genera una señal eléctrica. Otro tipo de sensor es el inductivo, que parte del principio de que un núcleo móvil, al ser desplazado dentro de una bobina la tensión inducida en el arrollamiento secundario aumenta. Un ejemplo de esto es el sensor de posición del cigüeñal de un vehículo, que posee una resistencia, pero cuando el cigüeñal gira un contrapeso del mismo se acerca al sensor y el metal genera un campo magnético, lo que hace que su resistencia varíe y mande una señal.

### Transductor
El transductor es un dispositivo que convierte una señal de una forma física en una señal correspondiente pero de forma física distinta.
La variación de resistencia que se obtiene de las galgas es un valor directo de la deformación, pero en los sistemas de adquisición electrónica, no es correcto intentar hacer lectura de resistencia y digitalizar estos valores. Es por eso que, con ayuda de un transductor, esta variación de resistencia se asocia a una variación de voltaje, que también es proporcional a la deformación. Entonces, una variación de resistencia en la galga es leída por el transductor, y asociada a una variación de voltaje.

### Amplificador
La variación de voltaje que registra la deformación de la galga es muy pequeña, demasiado pequeña para ser digitalizada, por lo que se hace necesario amplificarla. Los valores óptimos de amplificación están relacionados con el digitalizador de que se disponga. Se debe tener en cuenta el rango de lectura del digitalizador, pues, si se amplía el voltaje por encima de este rango, se perderán datos.

### Registro de datos
El sistema con el que se cuenta hasta el momento de amplificación es un sistema de medición continuo. Sin embargo, para almacenar los datos, se deben tomar cada cierto intervalo de tiempo, que permita una resolución óptica del registro. Finalmente, los datos obtenidos son una serie de valores de tiempo y de voltaje.

## Compensación por efectos de la temperatura
La temperatura es un factor de gran relevancia, y por tanto se debe tener en cuenta y determinar con la mayor precisión posible qué tanto influye en el material del que se encuentra compuesto la galga extensiométrica al realizar una prueba, aunque en la práctica se dificulta mucho determinar estas consideraciones, y junto con ello se complica el cálculo por las correcciones que se deben hacer por los efectos de la temperatura. Por esta razón, al llevar a cabo la prueba o experimento, hay que determinar dichas correcciones por los efectos de la temperatura, pues influye en los datos recolectados. Para efectuar este cálculo, se utilizan dos galgas extensiométricas: una que se instala sobre el objeto de prueba (que se deformará), mientras que otra se coloca sobre un elemento idéntico al de prueba, con la diferencia de que este no se someterá a esfuerzos, para que no experimente deformaciones. Estos dos elementos y sus propias galgas se unen a un circuito eléctrico dispuesto en forma de puente de Wheatstone, de tal manera que cualquier variación de la resistencia de la primera galga, debido a la temperatura, será anulada con una variación semejante en la segunda galga, y la condición de desbalance observada en el puente se producirá solamente a la deformación unitaria de la primera. Cabe aclarar que se debe ser cuidadoso al instalar las galgas, de tal forma que se haga exactamente de la misma manera en los respectivos especímenes y con sus respectivas piezas.

## Cálculo de deformaciones a través de la señal
Se deben tomar todas las precauciones necesarias para que no se altere la señal, especialmente las variaciones en la temperatura, las cuales pueden producir una expansión térmica en la galga y esta a su vez puede afectar la resistencia de ésta, produciendo datos erróneos en la medición de las deformaciones. Se debe tener en cuenta el factor de dilatamiento de las galgas o factor de galgas (GF), el cual se calcula como sigue:

{\displaystyle GF=\nabla RR_{\epsilon }=\nabla \rho \rho \epsilon +1+2v}

donde:
- v es el coeficiente de Poisson
- e es la deformación longitudinal
- R es la resistencia eléctrica
- p es la resistividad

Como la resistencia eléctrica se ve afectada por la temperatura, es posible agregar esta disminución en el factor de la siguiente manera:

{\displaystyle GF=\nabla \rho \rho \epsilon +1+2v-\alpha \theta }

donde:
- α es el coeficiente de temperatura
- θ es el cambio en la temperatura

En la práctica, los equipos medidores de deformación se pueden ajustar para trabajar con un cuarto, medio y un puente de Wheatstone, es decir, con una, dos y cuatro galgas respectivamente. En estos modelos, el diferencial de temperatura es asumido por una galga, cuya resistencia está incluida en el circuito electrónico. Cuando se logra tener un equilibrio entre las resistencias de las galgas, los efectos de la temperatura se anulan, ya que afecta por igual a cada una de ellas. El uso de estos montajes depende de la precisión que se desee.
Cuando se usa un cuarto de puente, este cuenta con baja sensibilidad y al haber una sola galga, esta se encuentra sin compensación de temperatura, por lo que se debe instalar una adicional para compensarla. En el uso de medio puente, la disposición de las galgas permite una compensación en temperatura; además, se cuenta con mayor precisión en la señal de salida. En el uso del puente completo, se cuenta con la completa compensación en temperatura y resistencia, lo que permite una alta precisión.
Muchos materiales metales cuentan con una relación de Poisson de 0.25 a 0.35, lo que hace que el factor de galga fluctúe entre 1.5 y 5, dependiendo del cambio de resistividad. Generalmente, las galgas de lámina delgada usadas en la ingeniería civil tienen un factor de galga de 2 a 5; sin embargo, las galgas especiales hechas de materiales como el níquel pueden registrar factores de -12.1.
Se puede expresar la deformación unitaria de la siguiente manera:

{\displaystyle \epsilon =\nabla RGF*R}

La deformación máxima medida por una galga depende principalmente del esfuerzo de fluencia y del módulo de elasticidad del material del cual están hechas; por lo tanto, se puede hacer una relación entre la deformación en la superficie de estudio y la deformación máxima del material de la galga, para determinar la máxima deformación posible de medir:

{\displaystyle \epsilon _{1}=\epsilon _{2}=\sigma yE}

Donde:
- e1 es la deformación en la superficie;
- e2 es la deformación máxima del material de la galga;
- σ_y el esfuerzo de fluencia del material;
- E es el módulo de elasticidad del material.

Cuando se adquiere las galgas, el fabricante proporciona los datos de la resistencia y del factor de galga con sus respectivas tolerancias. Comercialmente, se pueden adquirir galgas de 120 ohms y 350 ohms, las cuales cuentan generalmente con factores de galga de 2 y 3.18, respectivamente. La mayoría de los metales pueden sufrir una deformación máxima que no excede los 0.005 pulgada/pulgada, lo cual representa 0.5 pulgadas por cada 100 pulgadas de material, es decir, un 0.5 %. Con esta deformación del material, el cambio de la temperatura podría ser hasta de un 1%. De esta manera y haciendo uso de las fórmulas anteriores, puede calcularse la deformación del elemento.